# Federación de Rodesia y Nyasalandia
La Federación de Rodesia y Nyasalandia, también conocida como Federación del África Central o CAF, fue una agrupación de colonias británicas que constaba de tres territorios del sur de África: la colonia británica autónoma de Rodesia del Sur y los protectorados británicos de Rodesia del Norte y Nyasalandia. Existió entre 1953 y 1963.
La federación se estableció el 1 de agosto de 1953, con un gobernador general como representante de la Reina en el centro. El estatus constitucional de los tres territorios, una colonia autónoma y dos protectorados, no se vio afectado, aunque ciertas leyes se aplicaron a la federación en su conjunto como si fuera parte de los dominios de Su Majestad y una colonia. Una característica novedosa fue la Junta de Asuntos Africanos, creada para salvaguardar los intereses de los africanos y dotada de facultades estatutarias para ese propósito, en particular con respecto a la legislación discriminatoria. Las ventajas económicas para la federación nunca se consideraron seriamente cuestionado, y las causas del fracaso de la Federación fueron puramente políticas: la fuerte y creciente oposición de los habitantes africanos. Los gobernantes de los nuevos estados africanos negros estaban unidos en querer terminar con el colonialismo en África. Con la mayor parte del mundo alejándose del colonialismo a fines de la década de 1950 y principios de la de 1960, el Reino Unido fue presionado para descolonizarse tanto por parte de las Naciones Unidas como de la Organización para la Unidad Africana (OUA). Estos grupos apoyaron las aspiraciones de los nacionalistas africanos negros y aceptaron hablar en nombre del pueblo.
La federación finalizó oficialmente el 31 de diciembre de 1963. En 1964, poco después de la disolución, Rodesia del Norte y Nyasalandia se independizaron con los nombres de Zambia y Malaui, respectivamente. En noviembre de 1965, Rodesia del Sur declaró unilateralmente su independencia del Reino Unido como el estado de Rodesia.

## Autoridades

### Gobernadores
| Nombre (nacido-fallecido)                   | Inicio                  | Fin                     | Notas                 |
| ------------------------------------------- | ----------------------- | ----------------------- | --------------------- |
| Lord Llewellin (1893–1957)                  | 4 de septiembre de 1953 | 24 de enero de 1957     | Fallecido en el cargo |
| Sir Robert Clarkson Tredgold (1899–1977)    | 24 de enero de 1957     | Febrero de 1957         | Interino              |
| Sir William Lindsay Murphy (1888–1965)      | Febrero de 1957         | 8 de octubre de 1957    | Interino              |
| Simon Ramsay, Earl de Dalhousie (1914–1999) | 8 de octubre de 1957    | Mayo de 1963            |                       |
| Sir Humphrey Gibbs (1902–1990)              | Mayo de 1963            | 31 de diciembre de 1963 | Interino              |

### Primeros ministros
| N.º | Nombre (nacido-fallecido) Constituyente            | Foto | Inicio                  | Fin                     | Partido político         |
| --- | -------------------------------------------------- | ---- | ----------------------- | ----------------------- | ------------------------ |
| 1   | Godfrey Huggins (1883–1971) PM por Salisbury North |      | 7 de septiembre de 1953 | 2 de noviembre de 1956  | Partido Unido de Rodesia |
| 2   | Roy Welensky (1907–1991) PM por Broken Hill        |      | 2 de noviembre de 1956  | 31 de diciembre de 1963 | Partido Federal Unido    |